# Élections législatives canadiennes de 1848
Les élections législatives canadiennes de 1848 se sont déroulées du 6 décembre 1847 au 24 janvier 1848 au Canada-Uni afin d'élire les députés de la 3e législature de l'Assemblée législative. 

## Chronologie
- 6 décembre 1847 : Proclamation annonçant les élections et émission des brefs.
- 24 janvier 1848 : Retour des brefs.
- 25 février 1848 : Ouverture de la 1re session de la 3e législature par le gouverneur James Bruce.

## Résultats
| Canadiens-français | Tories    | Réformistes | Non affiliés |
| 33 sièges          | 21 sièges | 15 sièges   | 15 sièges    |

### Résultats par district électoral auCanada-Est
- Beauharnois : Jacob De Witt
- Bellechasse : Augustin-Norbert Morin
- Berthier : David Morrison Armstrong
- Bonaventure : William Cuthbert
- Chambly : Pierre Beaubien
- Champlain : Louis Guillet
- Deux-Montagnes : William Henry Scott
- Dorchester : François-Xavier Lemieux
- Drummond : Robert Nugent Watts
- Gaspé : Robert Christie
- Huntingdon : Tancrède Sauvageau
- Kamouraska : Pierre Canac dit Marquis
- Leinster : Norbert Dumas
- L'Islet : Charles-François Fournier
- Lotbinière : Joseph Laurin
- Mégantic : Dominick Daly
- Missisquoi : William Badgley
- Montmorency : Joseph-Édouard Cauchon
- Cité de Montréal n° 1 : Benjamin Holmes
- Cité de Montréal n° 2 : Louis-Hippolyte La Fontaine
- Comté de Montréal : André Jobin
- Nicolet : Thomas Fortier
- Ottawa : John Egan
- Portneuf : Édouard-Louis Juchereau Duchesnay
- Cité de Québec n° 1 : Thomas Cushing Aylwin
- Cité de Québec n° 2 : Jean Chabot
- Comté de Québec : Pierre-Joseph-Olivier Chauveau
- Richelieu : Wolfred Nelson
- Rimouski  : Joseph-Charles Taché
- Rouville : Pierre Davignon
- Saguenay : Marc-Pascal de Sales Laterrière
- Saint-Hyacinthe : Thomas Boutillier
- Saint-Maurice : Louis-Joseph Papineau
- Shefford : Lewis Thomas Drummond
- Cité de Sherbrooke : Bartholomew Gugy
- Comté de Sherbrooke : Samuel Brooks
- Stanstead : John McConnell
- Terrebonne : Louis-Michel Viger
- Trois-Rivières : Antoine Polette
- Vaudreuil : Jean Baptiste Mongenais
- Verchères : James Leslie
- Yamaska : Michel Fourquin

### Résultats par district électoral auCanada-Ouest
- Brockville : George Sherwood
- Bytown : John Scott
- Carleton : Edward Malloch
- Cornwall : John Hillyard Cameron
- Dundas : John Pliny Crysler
- Durham : James Smith
- Essex : John Prince
- Frontenac : Henry Smith
- Glengarry : John Sandfield Macdonald
- Grenville : Reed Burritt
- Haldimand : David Thompson
- Halton East : John Wetenhall
- Hamilton : Allan MacNab
- Hastings : Billa Flint
- Huron : William Cayley
- Kent : Malcolm Cameron
- Kingston : John A. Macdonald
- Lanark : Robert Bell
- Leeds : William Buell Richards
- Lennox and Addington : Benjamin Seymour
- Lincoln : William Hamilton Merritt
- London : John Wilson
- Middlesex : William Notman
- Niagara : Walter Hamilton Dickson
- Norfolk : Henry John Boulton
- Northumberland : Adam Meyers
- Oxford  : Francis Hincks
- Peterborough  : James Hall
- Prescott : Thomas H. Johnston
- Prince Edward : David Barker Stevenson
- Russell : George Byron Lyon-Fellowes
- Simcoe : William Benjamin Robinson
- Stormont : Alexander McLean
- Toronto n° 1 : William Henry Boulton
- Toronto n° 2 : Henry Sherwood
- Waterloo : James Webster
- Welland : Duncan McFarland
- Wentworth : Harmannus Smith
- South York : James Hervey Price
- West York : Joseph Curran Morrison
- East York : William Hume Blake
- North York : Robert Baldwin

## Sources
- Section historique du site de l'Assemblée nationale du Québec